# Currimao
Currimao (Bayan ng Currimao) är en kommun i Filippinerna. Kommunen ligger på ön Luzon, och tillhör provinsen Norra Ilocos. Folkmängden uppgår till 10 615 invånare.

## Barangayer
Currimao är indelat i 23 barangayer.
| - Anggapang Norte - Anggapang Sur - Bimmanga - Cabuusan - Comcomloong - Gaang - Lang-ayan-Baramban - Lioes - Maglaoi Centro - Maglaoi Norte - Maglaoi Sur - Paguludan-Salindeg | - Pangil - Pias Norte - Pias Sur - Poblacion I - Poblacion II - Salugan - San Simeon - Santa Cruz - Tapao-Tigue - Torre - Victoria |